# Losaria
Losaria es un género de mariposas de la familia Papilionidae.

## Descripción
Especie tipo por designación original Papilio coon Fabricius, 1793.

## Diversidad
Existen 4 especies reconocidas en el género

## Taxonomía y Sistemática
El género Losaria está clasificado en la tribu Troidini de la subfamilia Papilioninae. Según un análisis filogenético reciente basado en dos genes mitocondriales y uno nuclear, Losaria estaría más cercanamente relacionado con los géneros Ornithoptera, Troides, Byasa.